# Christmas (Band)
Christmas ist eine deutsche Punkband aus St. Wendel.

## Bandgeschichte
Christmas wurde 2010 von Max Mötherfucker zusammen mit Phil Lugosie, Max Winchester, Andy Alcohol und Busi Saintclaire (später Nadine Motherfucker genannt) gegründet. Das Line-up hatte zahlreiche Wechsel, so wurde der Schlagzeug-Posten mehrmals besetzt. Von der Urbesetzung ist heute nur noch Max Mötherfucker übrig. Die Band machte sich zunächst als Liveband in Saarland und Umgebung einen Namen und trat unter anderem mit Turbonegro, Black Fag und Kotzreiz auf. 2011 erschien die selbstfinanzierte Debüt-EP Satanic Rock als 10", CD und MC. Unter anderem gab es auch eine streng limitierte Holzbox unter dem Titel Christmas Bloody Christmas. Danach kam Tommy Crack als Gitarrist in die Band. 2012 folgte eine Picture Disc mit der Band Bronson Norris und eine Split-7" mit Dead Scarlet. 2013 veröffentlichte die Band einen Track auf dem Turbonegro-Tributalbum Omega Motherfuckers. Im gleichen Jahr erschien das Debütalbum Appetite for Selfdestruction über Kidnap Music. Im Outro ist Happy Tom von Turbonegro zu hören. Am 8. Mai 2015 erschien ihr zweites Album Loose Your Illusion, wieder auf Kidnap Music.
2017 stieg Nadine Mötherfucker aus der Band aus. Sie wurde durch Lobster Louie ersetzt. 2017 stieg außerdem Tommy Cräck aus, die Gitarre übernahm nun Crystal Mat.
Am 6. April 2018 erschien ihr drittes Album Scum as You Are über Kidnap Music. Viele der Texte hatte Sänger Max Motherfucker für ein kommendes Reagan-Youth-Album geschrieben, was aber nach seinem Austritt aus der Band hinfällig war. Das Cover wurde von der Band selbst von Hand im Siebdruckverfahren erstellt und ist auf 500 Exemplare limitiert.
2020 folgte Hot Nights in Saint Vandal, welches von Michel Wern im Tonstudio45 produziert wurde. Das Album wurde von Andy „Dog“ Young gemastert. Beim Song Turn me lewd war Happy-Tom, Bassist von Turbonegro, beim Songwriting beteiligt.
2024 erschien das Album Fear of Romance über Kidnap Music.

## Stil
Als Mitglieder der Turbojugend startete man zunächst mit Turbonegro-lastigen Punkrock, um danach einen eigenen Stil zu entwickeln. Als weitere Einflüsse benennt die Band Glampunk im Stile der Trashcan Darlings, Streetpunk wie Poison Idea und Leftover Crack sowie Hardcore Punk im Stile von Negative Approach. Die Band spielt schnellen Punkrock, der Gesang erinnert zuweilen an 1980er Hardcore Punk. Die Texte behandeln überwiegend subkulturtypische Themen wie Sex, Drogen und Skateboarding. Ihren Stil bezeichnen sie selbst als „Satanic Rock“.

## Diskografie

### Alben
- 2013: Appetite for Selfdestruction (LP/CD/MC, Kidnap Music / Wooaaargh / Last Exit Music)
- 2015: Lose Your Illusion (LP/CD/MC, Kidnap Music)
- 2018: Scum as You Are (LP/CD/MC, Kidnap Music)
- 2019: live and lewd (CD, Eigenproduktion)
- 2020: Hot Nights in Saint Vandal (LP/CD/MC, Kidnap Music)
- 2024: Fear of Romance (LP/Download, Kidnap Music)

### Singles und EPs
- 2011: Satanic Rock (EP, ruhe/los platten)
- 2012: Split-12" mit Bronson Norris (Kidnap Music)
- 2013: The Harder You Push The Better It Feels (Split-7" mit Dead Scarlet, Eigenproduktion)
- 2016: Rebuild Babylon (7’’/Digital, Last Exit Music)
- 2017: Split-LP mit Tony Gorilla und Marechal (onesided, Eigenproduktion)
- 2018: Split-7’’ mit Bloodlights, Trigger McPoopshute und the poly-esters (Eigenproduktion)
- 2018: You Bore Me / Nörten, einsfünfzig! (Single, Eigenproduktion)
- 2018: Split-7’’ mit Turbo A.C.’s (Eigenproduktion)
- 2019: Split-7" mit Skinny Millionaires (JanML, Maya von Lobeck, LSD im Trinkwasser)
- 2020: Split-7" mit Bronco (LuxNoise)
- 2020: Split-7" mit Stacy Crowne (Eigenproduktion)
- 2022: International Split EP mit Haest, Batwölf und Electric Frankenstein (TNS Records)

### Beiträge für Sampler
- 2013: Ride with Us auf Omega Motherfuckers (2CD, Self Destructo Records)